# David Ferrer
David Ferrer Ern (1982. április 2. Jávea/Xàbia, Spanyolország), spanyol hivatásos  teniszező. 2000-ben kezdett el profiként játszani. Főleg salakon és kemény pályán ér el jó eredményeket. Karrierje során eddig egy Grand Slam-döntőt játszott, 2013-ban a Roland Garroson, ahol három sima szettben kapott ki honfitársától, Rafael Nadaltól. 2007-ben bejutott a Tennis Masters Cup döntőjébe. Pályafutása során eddig összesen 20 ATP-tornát nyert meg. Először 2006-ban jutott a világranglista első 10 helyezettje közé. Beceneve Ferru, ami katalán nyelven vasat jelent.

## Döntői

### Egyéni

#### Megnyert döntők (20)
| Összesítés                                            | Összesítés |
| ----------------------------------------------------- | ---------- |
| Grand Slam-torna                                      | (0)        |
| ATP World Tour Masters 1000 / ATP Masters Series      | (1)        |
| ATP World Tour 500 Series / International Series Gold | (7)        |
| ATP World Tour 250 Series / International Series      | (12)       |
| ATP World Tour Finals / Tennis Masters Cup            | (0)        |

| No. | Dátum               | Torna                       | Borítás    | Ellenfél a döntőben   | Döntő eredménye            |
| 1.  | 2002. szeptember 9. | Bukarest, Románia           | Salak      | José Acasuso          | 6-3, 6-2                   |
| 2.  | 2006. július 17.    | Stuttgart, Németország      | Salak      | José Acasuso          | 6-4, 3-6, 6-7(3), 7-5, 6-4 |
| 3.  | 2007. január 17.    | Auckland, Új-Zéland         | Kemény     | Tommy Robredo         | 6-4, 6-2                   |
| 4.  | 2007. július 15.    | Båstad, Svédország          | Salak      | Nicolás Almagro       | 6-1, 6-2                   |
| 5.  | 2007. október 7.    | Tokió, Japán                | Kemény     | Richard Gasquet       | 6-1, 6-2                   |
| 6.  | 2008. április 20.   | Valencia, Spanyolország     | Salak      | Nicolás Almagro       | 4-6, 6-2, 7-6(2)           |
| 7.  | 2008. június 21.    | 's-Hertogenbosch, Hollandia | Fű         | Marc Gicquel          | 6-4, 6-2                   |
| 8.  | 2010. február 27.   | Acapulco, Mexikó            | Salak      | Juan Carlos Ferrero   | 6–3, 3–6, 6–1              |
| 9.  | 2010. november 7.   | Valencia, Spanyolország     | Kemény     | Marcel Granollers     | 7–5, 6–3                   |
| 10. | 2011. január 15.    | Auckland, Új-Zéland         | Kemény     | David Nalbandian      | 6–3, 6–2                   |
| 11. | 2011. február 26.   | Acapulco, Mexikó            | Salak      | Nicolás Almagro       | 7–6(4), 6–7(2), 6–2        |
| 12. | 2012. január 15.    | Auckland, Új-Zéland         | Kemény     | Olivier Rochus        | 6–3, 6–4                   |
| 13. | 2012. február 26.   | Buenos Aires, Argentína     | Salak      | Nicolas Almagro       | 4–6, 6–3, 6–2              |
| 14. | 2012. március 4.    | Acapulco, Mexikó            | Salak      | Fernando Verdasco     | 6–1, 6–2                   |
| 15. | 2012. június 24.    | ’s-Hertogenbosch, Hollandia | Fű         | Philipp Petzschner    | 6–3, 6–4                   |
| 16. | 2012. július 15.    | Båstad, Svédország          | Salak      | Nicolás Almagro       | 6–2, 6–2                   |
| 17. | 2012. október 28.   | Valencia, Spanyolország     | Kemény (f) | Olekszandr Dolhopolov | 6–1, 3–6, 6–4              |
| 18. | 2012. november 4.   | Párizs, Franciaország       | Kemény (f) | Jerzy Janowicz        | 6–4, 6–3                   |
| 19. | 2013. január 13.    | Auckland, Új-Zéland         | Kemény     | Philipp Kohlschreiber | 7–6(5), 6–1                |
| 20. | 2013. február 24.   | Buenos Aires, Argentína     | Salak      | Stanislas Wawrinka    | 6–4, 3–6, 6–1              |

#### Elveszített döntők (19)
| No. | Dátum              | Torna                          | Borítás         | Ellenfél a döntőben | Döntő eredménye  |
| 1.  | 2002. július 21.   | Umag, Horvátország             | Salak           | Carlos Moyà         | 6-2, 6-3         |
| 2.  | 2003. augusztus 4. | Sopot, Lengyelország           | Salak           | Guillermo Coria     | 7-5, 6-1         |
| 3.  | 2005. április 10.  | Valencia, Spanyolország        | Salak           | Igor Andrejev       | 6-3, 5-7, 6-3    |
| 4.  | 2007. november 18. | Sanghaj, Kína                  | Kemény (fedett) | Roger Federer       | 6-2, 6-3, 6-2    |
| 5.  | 2008. május 4.     | Barcelona, Spanyolország       | Salak           | Rafael Nadal        | 1-6, 6-4, 1-6    |
| 6.  | 2009. február 28.  | Dubaj, Egyesült Arab Emírségek | Kemény          | Novak Djokovic      | 7–5, 6–3         |
| 7.  | 2009. április 26.  | Barcelona, Spanyolország       | Salak           | Rafael Nadal        | 6–2, 7–5         |
| 8.  | 2010. február 21.  | Buenos Aires, Argentína        | Salak           | Juan Carlos Ferrero | 5-7, 6-4, 6-3    |
| 9.  | 2010. május 2.     | Róma, Olaszország              | Salak           | Rafael Nadal        | 7-5, 6-2,        |
| 10. | 2010. október 10.  | Peking, Kína                   | Kemény          | Novak Đoković       | 6-2, 6-4         |
| 11. | 2011. április 17.  | Monte Carlo, Monaco            | Salak           | Rafael Nadal        | 6-4, 7-5         |
| 12. | 2011. április 26.  | Barcelona, Spanyolország       | Salak           | Rafael Nadal        | 6–2, 6–4         |
| 13. | 2011. július 17.   | Båstad, Svédország             | Salak           | Robin Söderling     | 6-2, 6-2         |
| 14. | 2011. október 16.  | Sanghaj, Kína                  | Kemény (fedett) | Andy Murray         | 7-5, 6-4         |
| 15. | 2012. április 29.  | Barcelona, Spanyolország       | Salak           | Rafael Nadal        | 7–6(1), 7–5      |
| 16. | 2013. február 25.  | Acapulco, Mexikó               | Salak           | Rafael Nadal        | 6–0, 6–2         |
| 17. | 2013. március 20.  | Miami, Egyesült Államok        | Kemény          | Andy Murray         | 2–6, 6–4, 7–6(1) |
| 18. | 2013. május 5.     | Oeiras, Portugália             | Salak           | Stanislas Wawrinka  | 6–1, 6–4         |
| 19. | 2013. június 9.    | Párizs, Franciaország          | Salak           | Rafael Nadal        | 6–3, 6–2, 6–3    |

### Páros

#### Győzelmek (2)
| No. | Dátum             | Torna               | Borítás | Partner          | Ellenfél a döntőben             | Döntő eredménye |
| --- | ----------------- | ------------------- | ------- | ---------------- | ------------------------------- | --------------- |
| 1.  | 2005. január 31.  | Viña del Mar, Chile | Salak   | Santiago Ventura | Gastón Etlis / Martín Rodríguez | 6-3 6-4         |
| 2.  | 2005. február 21. | Acapulco, Mexikó    | Salak   | Santiago Ventura | Jiří Vaněk / Tomáš Zíb          | 4-6 6-1 6-4     |

#### Elvesztett döntő (1)
| No. | Dátum | Torna    | Partner          | Ellenfél a döntőben          | Döntő eredménye |
| --- | ----- | -------- | ---------------- | ---------------------------- | --------------- |
| 1.  | 2003  | Acapulco | Fernando Vicente | Mark Knowles / Daniel Nestor | 3–6, 3–6        |

## Eredményei Grand Slam-tornákon
| Grand Slam | Australian Open | Australian Open   | Roland Garros | Roland Garros         | Wimbledon | Wimbledon              | US Open   | US Open           |
| Év         | Eredmény        | Utolsó ellenfél   | Eredmény      | Utolsó ellenfél       | Eredmény  | Utolsó ellenfél        | Eredmény  | Utolsó ellenfél   |
| 2003       | 1.kör           | Lee Hyung-taik    | 2.kör         | Wayne Ferreira        | 2.kör     | Jiří Novák             | 1.kör     | Robby Ginepri     |
| 2004       | 2.kör           | Sjeng Schalken    | 2.kör         | Julien Benneteau      | 2.kör     | Hicham Arazi           | 1.kör     | Mardy Fish        |
| 2005       | 1.kör           | David Nalbandian  | 1/4 döntő     | Rafael Nadal          | 1.kör     | Guillermo García López | 3.kör     | Dominik Hrbatý    |
| 2006       | 4.kör           | Fabrice Santoro   | 3.kör         | Rubén Ramírez Hidalgo | 4.kör     | Lleyton Hewitt         | 3.kör     | Mihail Juzsnij    |
| 2007       | 4.kör           | Mardy Fish        | 3.kör         | Fernando Verdasco     | 2.kör     | Paul-Henri Mathieu     | 1/2 döntő | Novak Đoković     |
| 2008       | 1/4 döntő       | Novak Đoković     | 1/4 döntő     | Gaël Monfils          | 3.kör     | Mario Ančić            | 3.kör     | Nisikori Kei      |
| 2009       | 3.kör           | Marin Čilić       | 3.kör         | Robin Söderling       | 3.kör     | Radek Štěpánek         | 2.kör     | José Acasuso      |
| 2010       | 2.kör           | Márkosz Pagdatísz | 3.kör         | Jürgen Melzer         | 4.kör     | Robin Söderling        | 4.kör     | Fernando Verdasco |
| 2011       | 1/2 döntő       | Andy Murray       | 4.kör         | Gaël Monfils          | 4.kör     | Jo-Wilfried Tsonga     | 4.kör     | Andy Roddick      |
| 2012       | 1/4 döntő       | Novak Đoković     | 1/2 döntő     | Rafael Nadal          | 1/4 döntő | Andy Murray            | –         | –                 |
| 2013       | 1/2 döntő       | Novak Đoković     | Döntő         | Rafael Nadal          | 1/4 döntő | Juan Martín del Potro  |           |                   |

## Év végi világranglista-helyezései
| Év       | 2000 | 2001 | 2002 | 2003 | 2004 | 2005 | 2006 | 2007 | 2008 | 2009 | 2010 | 2011 | 2012 |
| Helyezés | 407  | 219. | 59.  | 71.  | 48.  | 15.  | 14.  | 5.   | 12.  | 17.  | 7.   | 5.   | = 5. |